# Scottish League Cup 2004/05
Der Scottish League Cup wurde 2004/05 zum 59. Mal ausgespielt. Der schottische Ligapokal, der offiziell als CIS Insurance League Cup ausgetragen wurde, begann am 10. August 2004 und endete mit dem Finale am 20. März 2005. Am Wettbewerb nahmen die Vereine der Scottish Football League und Scottish Premier League teil. Wurde ein Duell nach 90 Minuten plus Verlängerung nicht entschieden, kam es zum Elfmeterschießen. Den Titel sicherten sich die Glasgow Rangers im Finalspiel gegen den FC Motherwell.

## 1. Runde
Ausgetragen wurden die Begegnungen am 10./11. und 17. August 2004.
|                     | Ergebnis  |                       |
| ------------------- | --------- | --------------------- |
| Airdrie United      | 3:0       | FC East Fife          |
| Berwick Rangers     | 3:2       | Elgin City            |
| Brechin City        | 5:2 n. V. | FC Cowdenbeath        |
| FC Dumbarton        | 1:3       | Ross County           |
| FC Falkirk          | 4:1       | FC Montrose           |
| FC Peterhead        | 3:2       | FC East Stirlingshire |
| FC St. Johnstone    | 2:3       | Alloa Athletic        |
| FC St. Mirren       | 2:5       | Forfar Athletic       |
| FC Stenhousemuir    | 2:1       | FC Arbroath           |
| FC Stranraer        | 2:1       | Raith Rovers          |
| Stirling Albion     | 3:2       | FC Queen’s Park       |
| Hamilton Academical | 4:1       | Ayr United            |
| Greenock Morton     | 1:0       | FC Gretna             |
| Queen of the South  | 1:2       | Albion Rovers         |

## 2. Runde
Ausgetragen wurden die Begegnungen am 24. August 2004.
|                     | Ergebnis              |                     |
| ------------------- | --------------------- | ------------------- |
| FC Aberdeen         | 3:0                   | Berwick Rangers     |
| Airdrie United      | 0:1                   | FC Clyde            |
| Albion Rovers       | ?:? n. V. (4:3 i. E.) | Brechin City        |
| FC Dundee           | 4:0                   | Forfar Athletic     |
| Hibernian Edinburgh | 4:0                   | Alloa Athletic      |
| FC Kilmarnock       | 3:0                   | Hamilton Academical |
| Greenock Morton     | 0:3                   | FC Motherwell       |
| FC Peterhead        | 1:6                   | FC Falkirk          |
| Ross County         | 0:1                   | Inverness CT        |
| FC Stenhousemuir    | 2:5                   | Partick Thistle     |
| Dundee United       | 3:1                   | FC Stranraer        |
| Stirling Albion     | 0:2                   | FC Livingston       |

## 3. Runde
Ausgetragen wurden die Begegnungen am 21. und 22. September 2004.
|                      | Ergebnis  |                     |
| -------------------- | --------- | ------------------- |
| FC Livingston        | 2:1 n. V. | FC Dundee           |
| Dundee United        | 4:0       | FC Clyde            |
| Celtic Glasgow       | 8:1       | FC Falkirk          |
| FC Aberdeen          | 0:2       | Glasgow Rangers     |
| Albion Rovers        | 1:3       | Hibernian Edinburgh |
| Dunfermline Athletic | 3:1       | Partick Thistle     |
| Heart of Midlothian  | 2:1       | FC Kilmarnock       |
| Inverness CT         | 1:3       | FC Motherwell       |

## Viertelfinale
Ausgetragen wurden die Begegnungen am 9. und 10. November 2004.
|                      | Ergebnis  |                     |
| -------------------- | --------- | ------------------- |
| Dundee United        | 2:1 n. V. | Hibernian Edinburgh |
| Glasgow Rangers      | 2:1 n. V. | Celtic Glasgow      |
| FC Livingston        | 0:5       | FC Motherwell       |
| Dunfermline Athletic | 1:3       | Heart of Midlothian |

## Halbfinale
Ausgetragen wurden die Begegnungen am 1. und 2. Februar 2005.
|               | Ergebnis |                     |
| ------------- | -------- | ------------------- |
| Dundee United | 1:7      | Glasgow Rangers     |
| FC Motherwell | 3:2      | Heart of Midlothian |

## Finale
| Glasgow Rangers                         | Glasgow Rangers | FC Motherwell | FC Motherwell |
| --------------------------------------- | --- | --- | ------------- |
| Glasgow Rangers                         | \| 20. März 2005 in Glasgow (Hampden Park) \| \| Ergebnis: 5:1 (3:1) \| \| Zuschauer: 50.182 \| \| Schiedsrichter: Michael McCurry \| | \| 20. März 2005 in Glasgow (Hampden Park) \| \| Ergebnis: 5:1 (3:1) \| \| Zuschauer: 50.182 \| \| Schiedsrichter: Michael McCurry \| | FC Motherwell |
| Glasgow Rangers                         | Ronald Waterreus – Maurice Ross, Sotirios Kyrgiakos, Robert Malcolm, Michael Ball – Fernando Ricksen , Barry Ferguson, Thomas Buffel, Grégory Vignal (79. Alex Rae), – Dado Pršo, Nacho Novo (84. Steven Thompson) Cheftrainer: Alex McLeish | Gordon Marshall – Martyn Corrigan, Stephen Craigan, David Partridge, Steven Hammell – Kevin McBride (83. Paul Quinn), Scott Leitch , Phil O’Donnell, Jim Paterson (65. David Clarkson), – Scott McDonald, Richie Foran (65. Marc Fitzpatrick), Cheftrainer: Terry Butcher ( England) | FC Motherwell |
| Glasgow Rangers                         | 1:0 Maurice Ross (5.) 2:0 Sotirios Kyrgiakos (9.) 3:1 Fernando Ricksen (33.) 4:1 Nacho Novo (48.) 5:1 Sotirios Kyrgiakos (86.) | 2:1 David Partridge (13.) | FC Motherwell |
| Glasgow Rangers                         | Barry Ferguson | | FC Motherwell |
| 20. März 2005 in Glasgow (Hampden Park) | | |               |
| Ergebnis: 5:1 (3:1)                     | | |               |
| Zuschauer: 50.182                       | | |               |
| Schiedsrichter: Michael McCurry         | | |               |